# Задунайська Січ

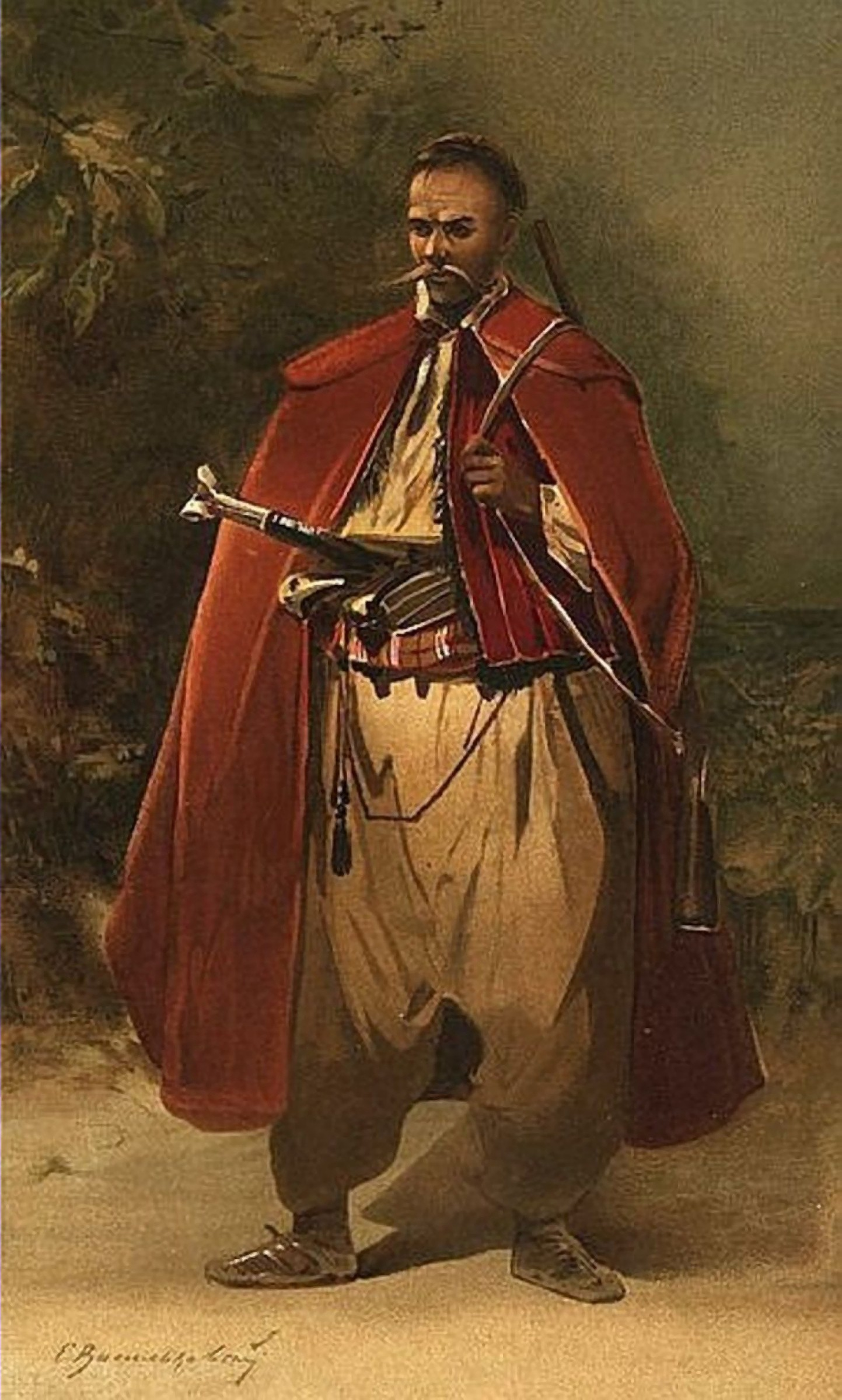
Задунайський козак (Сергій Васильківський)

Задуна́йська Січ, Дунавецька Січ — козацьке військове формування на території Османської імперії XVIII—XIX століть. Виникло в нижній течії Дунаю після зруйнування російськими імператорськими військами Нової Січі й ліквідації Війська Запорозького Низового у червні 1775 року. Запорожці оселилися спочатку на лівому березі, а потім османська адміністрація переселила їх на правий берег.

## Устрій
Задунайці зберігали звичаї і устрій Запоріжжя. Найвищим органом була військова рада, яка обирала кошову старшину — кошового отамана, військового суддю, писаря, осавула. До кошової старшини належав і товмач-драгоман (перекладач). У військовій раді могли брати участь усі козаки. Козаки займались рибальством, мисливством, скотарством і хліборобством. На Січі існувала січова школа і бібліотека, де зберігалась література духовного та історичного змісту. На З. С. часто втікали селяни і козаки з України, які рятувались від посилення національного і соціального гніту.

## Утворення
Дунайське гирло давно використовувалося запорожцями у часи Нової Січі для таборування, гартування, полювання, що сучасною мовою характеризується терміном «військова база». Такий статус протекторату Кримського ханства був наданий за Константинопольським трактатом 1712 року до Білгородського трактату 1739 року, що значив неприналежність земель, на яких оселилося Запорозьке козацтво ні до Російської імперії, ні до Османської імперії.
Після виголошення ультиматуму імператриці про скасування Січі, коли Калнишевський з козаками думали як реагувати на нього, старшини Андрій Лях і Бахмет і 50 козаків поза спиною кошового відпросилися порибалити на Інгулі, що було добрим приводом щоб відпустити їх з осади Січі. Проте число запорожців зросло до 5 тис.
Увесь край, що року 1775 посіли запорожці, був дуже спустошений під час останньої війни, а татари з нього або повтікали за Дунай, або передалися на російську сторону і були загнані у Ногайські та Кубанські степи. Через те запорожцям було тепер тут велике привілля. Чутка про те привілля хутко досягла Запоріжжя й України, бо запорожці, рибалячи по Бугові, мали щоденні зносини зі своїми товаришами, котрі служили у російських полках на російській стороні Бугу. Тому за Буг посунули втікачі вже невеликими купками й поодинці, як із Запоріжжя, так і з України, рятуючись од панщини. Декому щастило рятуватись сюди навіть з жінками та дітьми, і вони осідали тут на вільних землях, будуючи собі землянки й хати.
Щодня за Бугом кількість утікачів з України збільшувалась, і вже через рік в Османській імперії їх було близько 7000 душ. Козаки невеликими групами суходолом і водними шляхами добиралися в дунайські гирла, у пониззя Дністра, на Березань, Тилігул, в Очаківську округу, в Буджак.
У 1777 році Османська імперія, скориставшись складним становищем Кримського ханства, повернула під свій контроль землі по чорноморському узбережжю від Бугу до Дунаю. Так запорозькі козаки опинилися під османською юрисдикцією. 30 серпня 1778 року вони при дворі очаківського паші вже були прийняті в османське підданство і присягнули на вірність султану Османської імперії. Для поселення запорожцям були надані землі в пониззі Дністра в Кучурганах, а для несення військової служби — озброєння та коні.
Депутація з 40 осіб (38 від куренів, кошовий й писар) відбула року на домовини з султаном у Стамбул з-під Акермана. Запорожцям султан забезпечив їх військовий устрій, віру, одежу й волю і дав під Січ острів Святого Юрія з гирлами Дунаю — Сулинським та Катирлезьким (Георгіївським), і степ на південній притоці Дунаю, Дунайці, біля лиману Разима. Опріч того, запорожцям дозволено було вільно рибалити, полювати і навіть оселятися зимівниками й слободами по всіх річках та лиманах од Очакова до Дунаю. Кошовому отаманові надані були права двобунчужного паші, а Військові Запорозькому, або, як його прозвали османи, Війську Буткальських козаків, були надані військові клейноди: булава, бунчук з двома хвостами, печать та корогва, на котрій з одного боку на білому полі був золотий хрест, а з другого — на чорному полі срібний місяць. Та корогва була посвячена Цареградським патріархом. Кошовому отаманові султан окремо подарував короткого ятагана у золотих піхвах, цяцькованих самоцвітами, котрий мусив переходити од кошового до кошового, і таким чином теж увійшов у склад військових клейнодів під назвою «Топуз».
З свого боку запорозькі депутати присягнули султанові — вірно йому служити на морі й суходолі проти його ворогів і слухатись Силістрійського пашу. На початок запорожцям було доручено держати кордони по російській межі — понад річкою Бугом.
Потік Запорозького козацтва в межі кримської держави продовжувався декілька років і досяг свого апогею в 1777—1778 роках. Року 1778 між Бугом та Дунаєм їх рахували на 4000 та за Дунаєм не менше того. А за свідченнями очаківського паші, якому в цей час підлягали козаки, їх було на кінець 1778 року вже 12000 осіб. Османська сторона Бугу стала мрією всього поневоленого кріпацтвом українського люду і почала зватись стороною, де не було панщини. Може, одному з сотні втікачів щастило перебратись за Буг, останні ж ловилися й були тяжко катовані за втечу, але це не перешкоджало їм тікати знову.
За дозволом султана запорожці розійшлися з-під Акермана ватагами понад своєю одвічною річкою Бугом рибалити з західного її берега. Запорожці осіли своїми паланками біля Хаджибейського та Тилігульського лиманів, а запорожці на чайках осідали на острові Березані, недалеко від Очакова та на пересипу Хаджибейського лиману, де тепер район Одеси — Пересип.
Потьомкін намагався заохотити запорожців перейти до російських полків, проте задунайці не йшли. Російський уряд вимагав від султана повернути російських підданих, на що султан сказав, що відпустить, хто сам хоче піти. Ніхто не пішов.
Частина козаків звернулася до австрійського імператора з проханням дозволити жити в його володіннях. Такий дозвіл козаки отримали. У 1785 році 8 тисяч колишніх запорожців перейшли на землі в провінцію Банат, на береги річки Тиси в її нижній частині (нині — це територія Сербії), ставши австрійськими підданими. Так виникла Банатська Січ.

## Відхід з гирла Дністра за Дунай
10 березня 1779 року між Російською та Османською імперіями була підписана Айнали-Кавакська конвенція, за якою Османська імперія зобов'язувалася не чинити перешкод запорожцями, які побажають повернутися на батьківщину і переселити подалі від російських кордонів тих, хто відмовиться перейти до російської держави. Тим російський уряд вимагав усунути запорожців від Бугу, нащо султан наказав запорожцям перебувати на Січі у гирлі Дунаю. Запорожці завжди господарювали на вольниці з чого й жили, а в Січі перебувало десь їх десята частина.
За фірманом османського султана запорозька старшина мала оселитися в Адріанополі, а рядове козацтво — у Румелії малими групами. Переселення почалося в серпні 1779 року. Проте здійснити переселення Запорозького козацтва до Румелії остаточно не вдалося у чому не були зацікавлені ні запорожці, ні Османська держава.

## Російсько-турецька війна 1787—1791 років
Напередодні Російсько-турецької війни 1787—1791 років запорозькі козаки були скупчені в дунайських гирлах де був закладений Кіш у Катирлезі в гирлі Дунаю. Катирлезька Січ є першою традиційною Січчю після Нової.
Дунайські козаки брали участь у військових діях, стояли залогою у фортеці острові Березань, перебували у складу Очаківського гарнізону. Козацька гребна флотилія із задунайців брала участь у Кінбурнзькій операції османського війська. Османське командування засилало задунайських козаків у тил для шпіонажу про дислокацію російських частин. Османські запорожці завдавали росіянам великої шкоди.
Війна закінчилася Ясським мирним договором, за яким до Росії відійшла територія між Південним Бугом і Дністром, включаючи Очаків. Османська імперія змушена була визнати приєднання Криму до Російської імперії, а також встановлення кордону по річці Кубані.

## Війна з некрасівцями
Див. також: Дунайська міжкозацька війна
Змушені перебувати у Дунайській Січі, запорожці зустріли вороже ставлення зі сторони інших вигнанців — липован і донських козаків-некрасівців, що вже зайняли найкращі землі з осідком у Верхньому Дунавці. Відносини швидко загострилися через суперечки про територію лову риби, головного джерела харчування у тих місцях.
Бажання запорожців селитися близько до дунайських гирл було пов'язане з рядом причин. Перш за все, там були найкращі води для рибальства; по-друге, туди легше було потрапляти втікачам з України й Чорномор'я, по-третє, на південь від дунайських гирл лежав добрий степ, де могли б випасатися коні й худоба; й, нарешті, запорозькі козаки вважали, що мають право дунайські гирла, будучи впевненими, що султан нібито ще 1776-го року подарував їх саме їм.
У 1794 році некрасівці напали на запорожців і спалили Катирлез, після чого запорожцям, що вижили, видали нову землю вище на Дунаї, на Брайлівському Острові (за іншими даними - в Сейменах, де заснували другу, Сейменську Січ). Нові місця щодо лову сильно поступалися колишнім, і в 1796 році група з 500 козаків разом з кошовим Помелом втекли до Росії.
У 1800 році на Балканах почався заколот Османа Пазвантогли, який обіцяв ширшу автономію некрасівцям за підтримку. Побачивши можливість помститися своїм кривдникам, запорожці взяли сторону султана Селіма ІІІ. Обидві козацькі групи зазнали великих втрат, але у 1803 році заколот був придушений і браїлівський назір дозволив запорожцям повернутися до Катирлезу. Однак переможені некрасівці також знайшли підтримку ізмаїльського коменданта Пехлеваногли, і в 1805 повторно спалили Катирлез. Вцілілим запорожцям довелося тікати до Браїли.
Відчувши в собі достатньо військової могутності завдяки приходу старих січовиків з Цісарщини, запорожці вирішили вибити з гирла Дунаю некрасовських козаків і осісти на їхньому місці.
Зважившись на те рішуче діло, енергійний запорозький кошовий Самійло Калниболоцький поїхав до османських пашів у Тульчу, Сулин та Бабадаг і почав їм доводити права запорожців на дунайські гирла, а коли ті з ним не сперечались та обіцяли не втручатись у сварку запорожців з некрасівцями, то отаман в 1811 році рушив із частиною війська із Сеймен у Кілійське гирло Дунаю, виганяючи берегами всіх липован з їхніх осель. У Вилкові він долучив до себе запорожців, які перебували там на рибальстві, й разом із ними поплив Чорним морем до Портиці — протоки, що сполучає з морем лиман Разін. Тут передній відділ Запорозького Війська зустрів озброєний опір із боку некрасівців і був змушений навіть одбиватись од них у засіках.
Але коли на поміч прибуло головне Запорозьке Військо, то некрасівці були відбиті; запорожці ж попливли лиманом до липованського села Сарикіой. Тут некрасівці уже не змагались, а відступили до головного свого поселення Дунавця. Лишивши частину козаків у Сарикіої, Калниболоцький перейшов із рештою (певно, знову-таки, морем та Дунаєм) у Тульчу і вчинив там таку різанину всім липованам, що згадки про неї досі живі на Дунаї. Але головні сили некрасівців ще не були розбиті й завзято змагались. Весь 1812 рік між ними та запорожцями точилася дрібна війна по всіх дунайських гирлах, і, нарешті, наприкінці того ж року козаки, покинувши Сеймени, рушили всім кошем униз до моря, але недоїхавши, мусили зазимувати в Ісакчі на Дунаї, бо несподівані ранні морози скували Дунай кригою. Весною 1813 року запорожці попливли далі в Георгіївське гирло й стали кошем на його усті в Катирлезі.
Надзвичайно впертий опір некрасівців у попередні роки під час оборони свого обгородженого окопами й засіками Дунавця і всього високого степового кряжу, обмеженого з півночі Георгіївським гирлом Дунаю, зі сходу річкою Дунайцем і з півдня — лиманом Разіним, неначе змусили запорожців зректися думки про захоплення Дунавця, бо вони побудували у Катирлезі курені й навіть вивели по вікна рублену з квадрового дерева церкву, як і на Підпільній, але високі води в Дунаї, що мало не заливали коша, і, головним чином, брак побіля Катирлезу степу, змусили запорожців знову добиватися свого.
Того ж літа вони пішли війною на некрасівців, розкиданих від Тульчі до Дунавця. Змагання колишніх спільників — козаків запорозьких та донських — було надзвичайно вперте й криваве. Іноді донці вистежували валку запорожців і, напавши на неї, вирізували всіх до ноги; зате коли запорожці вдиралися в якусь липованську слободу, то не лишали живими не то що козаків, а й ні жінок, ні дітей.
Лютість запорожців під час війни ще збільшилась після того, коли донці, піймавши одного із найзавзятіших запорозьких розбишак, козака Притику, розіп'яли його на кількох дошках і пустили так пливти по Дунаю. Запорожці знайшли Притику біля моря вже мертвого й дали клятву не милувати жодного липована. 
Османській уряд зовсім спокійно дивився на боротьбу некрасівців та запорожців. Запорожцям він нібито казав: «Маєте силу, то бийте й вигоньте липованів»; некрасівцям же на їхні скарги відповідав: «Маєте силу, то не пускайте запорожців, а не маєте, то просіть собі в султана іншої землі».
Між тим, наприкінці російсько-турецької війни некрасівці були помилувані указом Олександра I від 25 липня 1811 року, і деяка (менша) їх частина залишила Дунай та повернулася до Росії.
Два роки тривала війна запорожців із некрасівцями, і врешті 1814 року козаки взяли штурмом некрасівську столицю Дунавець, на місці якої (нині це Верхній Дунавець в Румунії) збудували третю і останню Дунавецьку Січ.
Уцілілі некрасівці втекли в Бабадаг, а звідтіля османський уряд переселив їх на Балкани (Енос) та до Малої Азії (Майнос).

## Кінець Дунайської Січі

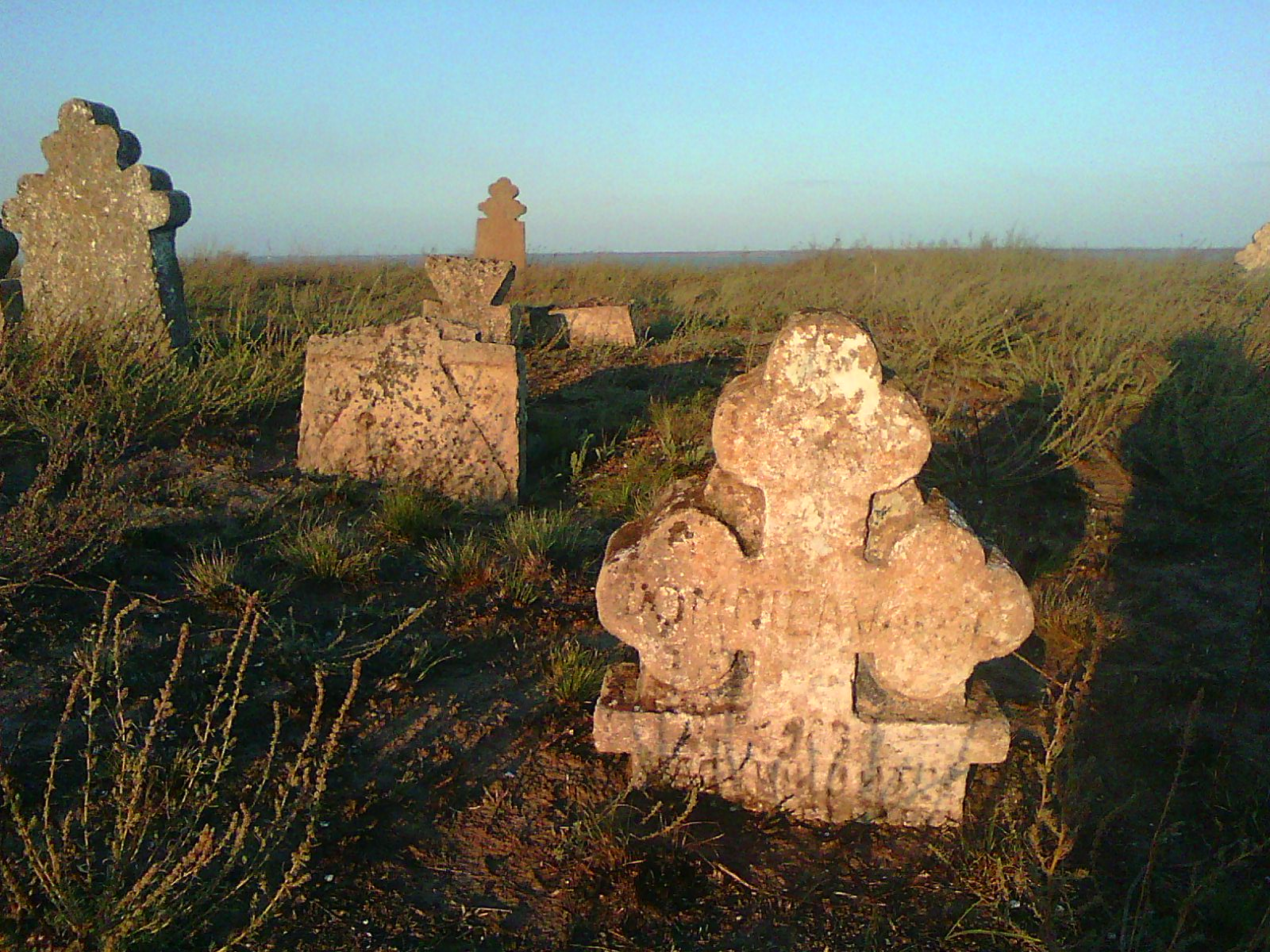
Старовинний козацький цвинтар на березі лиману Сасик, село Глибоке, Одеська область

Наближення Російсько-турецької війни 1806-1812 років викликало розкол у Задунайській Січі. Кошові Трохим Гайбадура та Іван Губа зібрали дві групи та прийняли російське підданство, за наказом Олександра I від 20 січня 1807 року з них сформували нове Усть-Буджацьке Козаче Військо. Нове військо проіснувало лише п'ять місяців, оскільки сусідні поміщики України та Молдови часто скаржилися на те, що їхні кріпаки втекли до Кілії та Галацу, де базувалося військо. 20 червня 1807 р. військо у 1387 козаків скасували, з них близько 500 переселили на Кубань. Але цей вчинок не зіграв на користь Росії, тому що дунайські козаки, що залишилися, пошкодували про своє прагнення піти слідом за Гайбадурою.
Після війни Задунайська Січ проживала у відносно мирних умовах. У цей час вона досягла найбільшого успіху і налічувала від 10 до 15 тисяч людей, проте вона вже сильно відрізнялася від колишньої Запорізької Січі. Збереглася колишня система куренів (всі 38 були під старими іменами), вже не було військових старшин, і лише неодружених козаків брали на службу. Не було більше кавалерії чи флоту, лише човнова піхота.
Козаки зобов'язані були нести прикордонну службу, брати участь у каральних походах османських військ проти болгар, сербів (1815—1816), греків (1821), румунів (1821—1822), які боролися за свою незалежність. Не бажаючи миритися з цим, частина козаків переселялась на Кубань, влившись до складу Чорноморського козацького війська.
Під час грецької революції в 1821 була спроба Олександра Іпсіланті з етерійськими греками зробити з боку Росії прорив у Волощину. Але дунайські козаки під командуванням кошового Никифора Білуги перехопили цей похід. Пізніше кошовий Семен Мороз очолив групу з п'ять тисяч козаків, які вирушили до Греції. У 1824 році козаки взяли участь у штурмі Месолонги і зазнали величезних втрат, сам Мороз загинув на острові Хіос.
Участь у придушенні національно-визвольного руху православних греків загострила внутрішні невдоволення козаків. У 1825 році Січ розділилася на проросійський та протурецький табори, коли безвісти зник кошовий Литвин. Багато козаків були не проти повернутися до Росії, якщо з її боку буде амністія. 1827 року кошовий Василь Незамаївський вступив у таємні переговори з ізмаїльським градоначальником С. Тучковим, однак зрештою козаки відмовилися від пропозиції росіян.
На початку Російсько-турецької війни 1828—1829 років Стамбул наказав задунайцям виступити проти Росії. Російська армія під командуванням фельдмаршала Вітгенштейна прорвала турецький заслін, і фронт наближався до Верхнього Дунавця. Султан видав наказ про евакуацію Січі під Адріанополь (нині Едирне) і вказав кошовому Йосипу Гладкому приготувати військо у Сілістрі. Гладкий зібрав лише тих, кого підозрював у протурецьких настроях (близько двох тисяч козаків), і потім відпросився повернутися до Січі, щоби зібрати ще. Але натомість він скликав Раду, яка одноголосно вирішила перейти на російську сторону. 10 травня (за іншими даними 18 травня) 1828 року Йосип Гладкий та 1500 козаків, захопивши військову канцелярію та скарбницю, перейшли під Ізмаїлом на бік російської армії.
Через зраду Й. Гладкого османський уряд жорстоко розправився з задунайцями. Близько 2 тисяч козаків разом з наказним гетьманом І. Баланом було заарештовано, ув'язнено або вбито, а січові укріплення та церкву зруйновано і спалено.
Після закінчення війни імператорський уряд поселив козаків на Азовському узбережжі, сформувавши з них Азовське козацьке військо. Проте багато козаків вирішило не йти під ярмо росіян і були оселені в Банаті й Воєводині, а також залишилися мешкати в гирлі Дунаю, згодом заселяючи міста Галац, Ізмаїл, Вилкове, Кілія, Тульча.

## Подальша історія
Із залишків задунайських козаків, під час Кримської війни, на стороні союзних сил, були сформовані військові козацькі загони. У жовтні 1853 року Михайло Чайковський домігся офіційного створення регулярних козацьких підрозділів у османському війську. 23 січня 1854 року задунайські козаки склали військову присягу. З Константинополя привезли козакам знамено Запорозької Січі, а Садик-Паша (ім'я Михайла Чайковського в Османській імперії) отримав від султана титул «міріан-паша» (кошовий отаман). Після закінчення війни козацькі підрозділи було розформовано.

## Кошові отамани Задунайської Січі
Керівники задунайських козаків називалися кошовими отаманами, так само, як це було і на Запоріжжі. Про перших задунайських кошових, від початку Задунайської Січі і до часу останнього переселення козаків в гирло Дунаю 1811 року, інформації збереглося небагато, і інформація ця часом досить суперечлива. Здається, що тодішні козаки не були дуже згуртованими, часто творили нові автономні загони, ватажки яких також величали себе «кошовими отаманами». Так в російських джерелах «кошовими отаманами» називаються задунайські ватажки Трохим Гайдабура і Іван Губа, які 1806 року привели в Росію загін козаків кількістю в 500 чоловік. Певна річ, що ватажки такого невеликого загону бути «кошовими отаманами» усього задунайського війська аж ніяк не могли.
Зі створенням останньої, Верхньодунавецької Січі задунайських козаків, усталилося і їх політичне життя. Тепер кошових отаманів обирали раз на рік, і ці вибори відбувалися на свято Покрови, 1 жовтня (14 за новим стилем), і цей день, як головне свято Коша, задунайські козаки успадкували від своїх попередників запорожців. Зазвичай кошового обирали на один тільки рік, і мало кому вдалося зберегти за собою цю посаду хоча би двічі.
Після загибелі Задунайської Січі 1828 року, відродитися козацька організація в межах Османської імперії змогла лише з початком Кримської війни. Очолив нове козацьке військо Михайло Чайковський, якого самі козаки називали Михайлом Чайкою, а османи Садик-Пашею. 1854 року османський султан визнав за Чайковським право називатися «кошовим отаманом». За деякими джерелами, Чайковський мав цей титул до 1870 року.
Вивченням історії задунайських кошових отаманів займалися такі визначні українські науковці, як Федір Вовк («Задунайская Сечь: По местным воспоминаниям и рассказам», Кіевская старина, № 1, 2, 4 за 1883 рік), Олександр Рябінін-Скляревський («Задунайська Січ в народних переказах і письменстві», Науковий збірник за рік 1928. — К., 1928), Ігор Сапожников («Начало Задунайской Сечи. Дунайская паланка и Кош в Катырлезе: 1776—1795 гг.», Архів. Документ. Історія. Сучасність: Матеріали I-ї міжнародної конференції. — О., 2001).
Кошові отамани
- Андрій Лях (1775—1778)
- Абдула (1778—1778)
- Гардовий (1778—1791)
- Трохим Помело (1791—1794)
- Гнат Коваль (1805—1809)

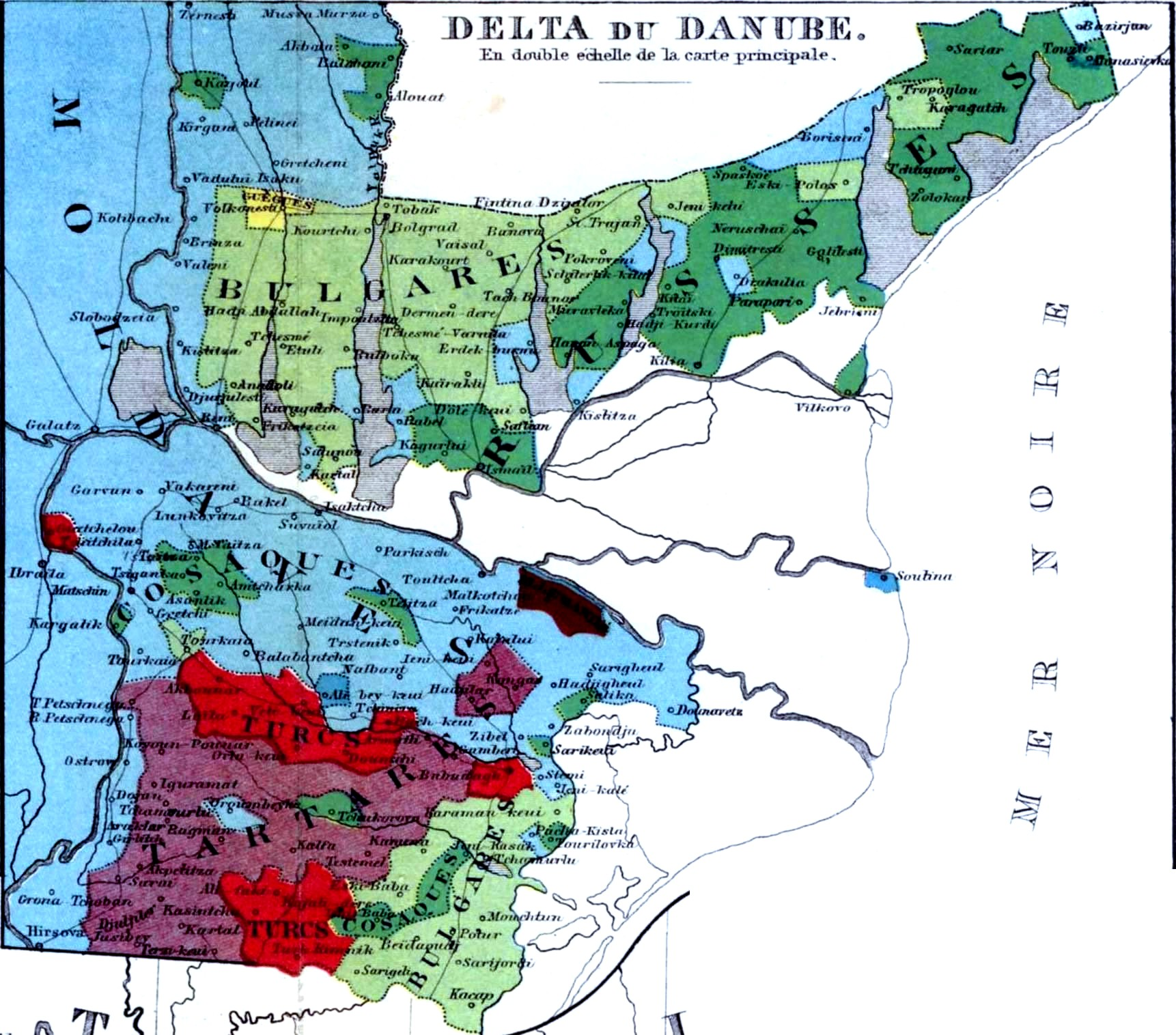
Розселення козаків на етнічній карті 1861 року.

- Самійло Калниболоцький (1809—1813)
- Семен Мороз (1813—1815)
- Василь Смик (1815—1816)
- Кіндрат Рясний (1816—1817)
- Іван Таран (1817—1818)
- Михайло Губа (1818—1819)
- Василь Черніга (1819—1820)
- Василь Литвин (1820—1821)
- Никифор Білуга (1821—1822)
- Грицько Губа (1822—1823)
- Семен Мороз (1823—1825)
- Михайло Губа (1825—1826)
- Василь Черніга (1826)
- Василь Незамаївський (1826—1827)
- Йосип Гладкий (1827—1828)
- Михайло Чайка (1853—1870)

## Стани задунайців
Задунайським козакам у повне їх користування була надана османським урядом ділянка землі навколо Січі та по Свято-Юрському (Георгіївському) гирлі Дунаю. На цій місцевості виникло 6 сіл: Райя, Озаклія, Саранасув, Караорман, Чукурова, Іглиця. В них мешкали одружені козаки. Однак відомі й інші села, де компактно проживало задунайське населення. Серед таких виділяються Муругіль, Катирлез, Горга, Нижній Дунавець та інші. О. Рябінін-Скляревський, досліджуючи економічний стан Задунайського Коша напередодні 1828 року, вказує, що запорозькі оселі знаходилися як на землях, які перебували в безпосередньому володінні Коша — «це всі острови Дунайської дельти і частина Добруджі між Свято-Юрським (Георгіївським) гирлом і озером Гасан», так і у Добруджі між Дунаєм і річкою Ташаул, «де вони користувалися екстериторіальністю, підлягали Кошу, але земля знаходилась в турецькім володінні і запорожці були перемішані з молдаванами, болгарами, греками і некрасовцями». Фактично Дунавецька Січ була тим центром, навколо якого консолідувалося християнське населення Добруджі.

## Задунайська Січ у культурі
- «Запорожець за Дунаєм» — перша опера на лібрето українською мовою, розповідає про повернення запорожців з Турецької імперії до України.

## Цікаві факти
- Всі повідомлення для турецької адміністрації передавалися виключно українською мовою і перекладалися драгоманом. Навіть якщо кошовий отаман знав турецьку мову він під страхом смертної кари мав спілкуватися з представниками турецької адміністрації виключно українською мовою[3].